# Severočeské doly

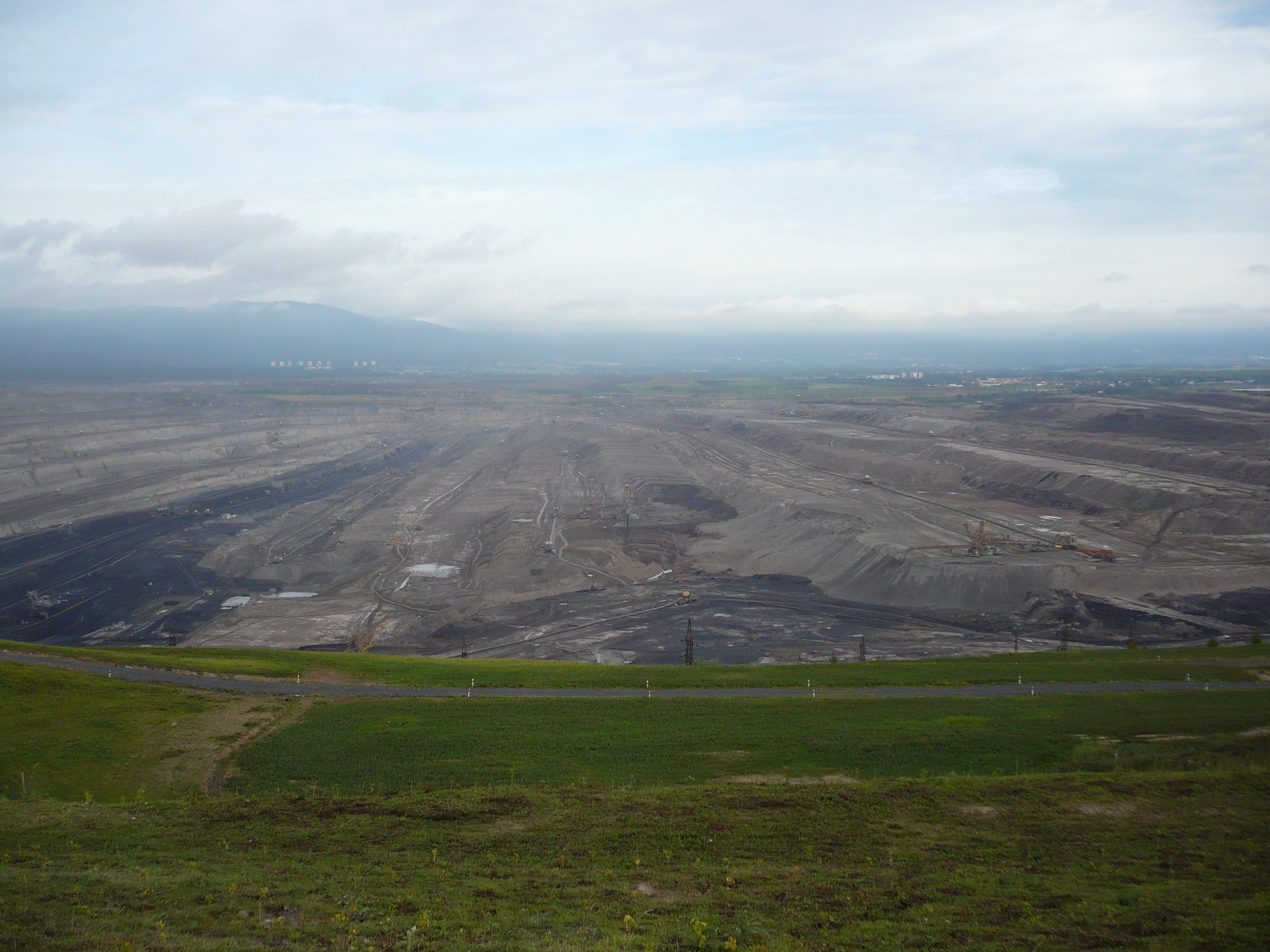
Lom Bílina (z rekultivací na jižních svazích)

Severočeské doly a.s. se sídlem v Chomutově je česká těžební společnost zaměřená zejména na těžbu hnědého uhlí na Teplicku a Chomutovsku.

## Součásti
Společnost vlastní lomy Bílina a Nástup – Tušimice.
Firma má také několik dceřiných společností, mezi něž patří např. železniční společnost SD – Kolejová doprava.

## Historie
Společnost vznikla v roce 1994 spojením Dolů Nástup Tušimice a Dolů Bílina. Působí v Severočeské hnědouhelné pánvi. Zabývá se těžbou, úpravou a odbytem hnědého uhlí a doprovodných surovin získaných při těžbě.

## Hospodaření
V roce 2009 dosáhla společnost na českém trhu podílu 48,61 %. Jediným akcionářem a největším odběratelem je elektrárenská společnost ČEZ.